# Ен (Нідерланди)
Ен (нід. Een) — село в нідерландській провінції Дренте. Входить до муніципалітету Норденвелд.
Його площа становить 0,81 км², а населення станом на 2021 рік складало 540 осіб.

## Галерея

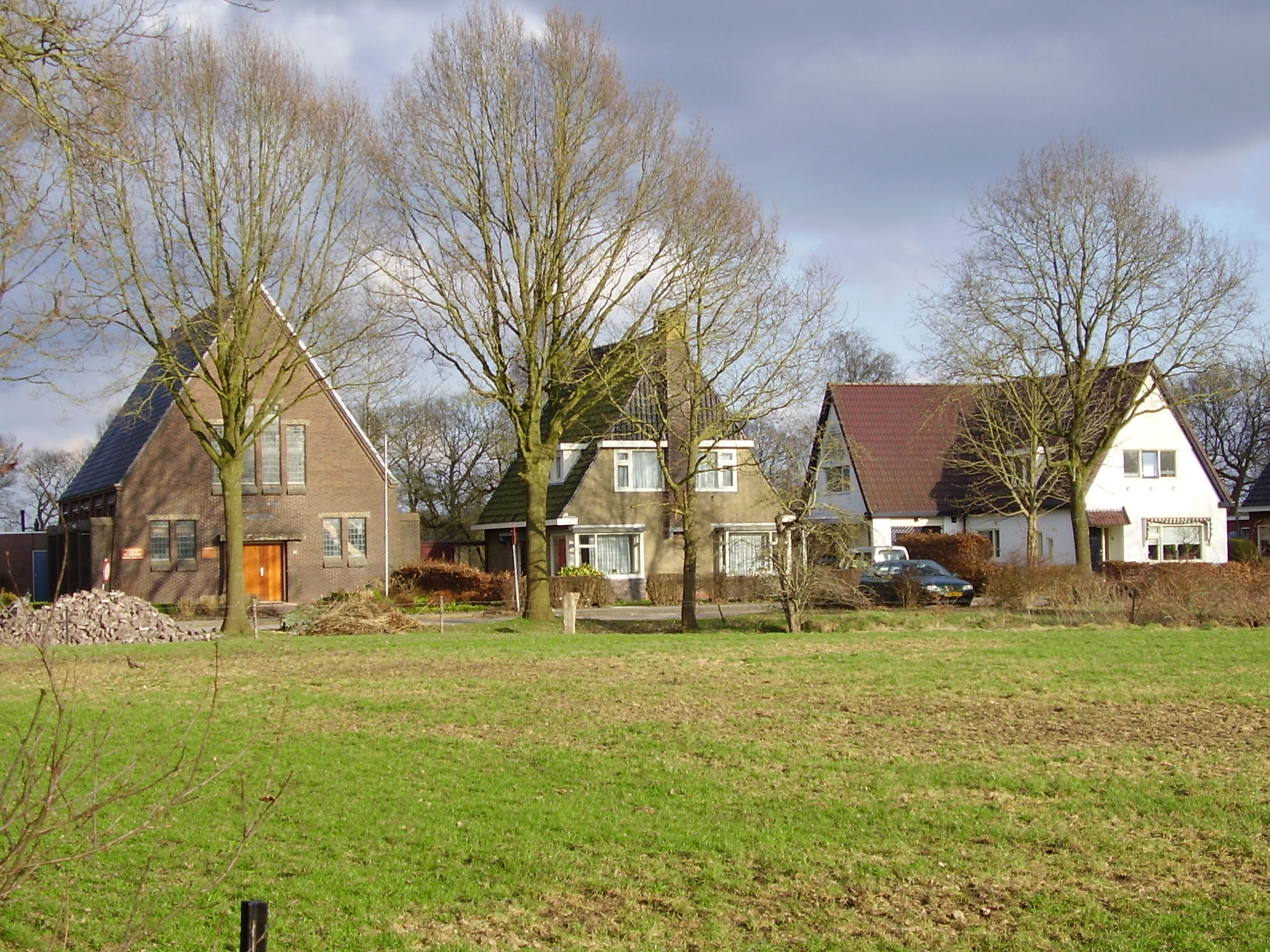
Будинки у селі
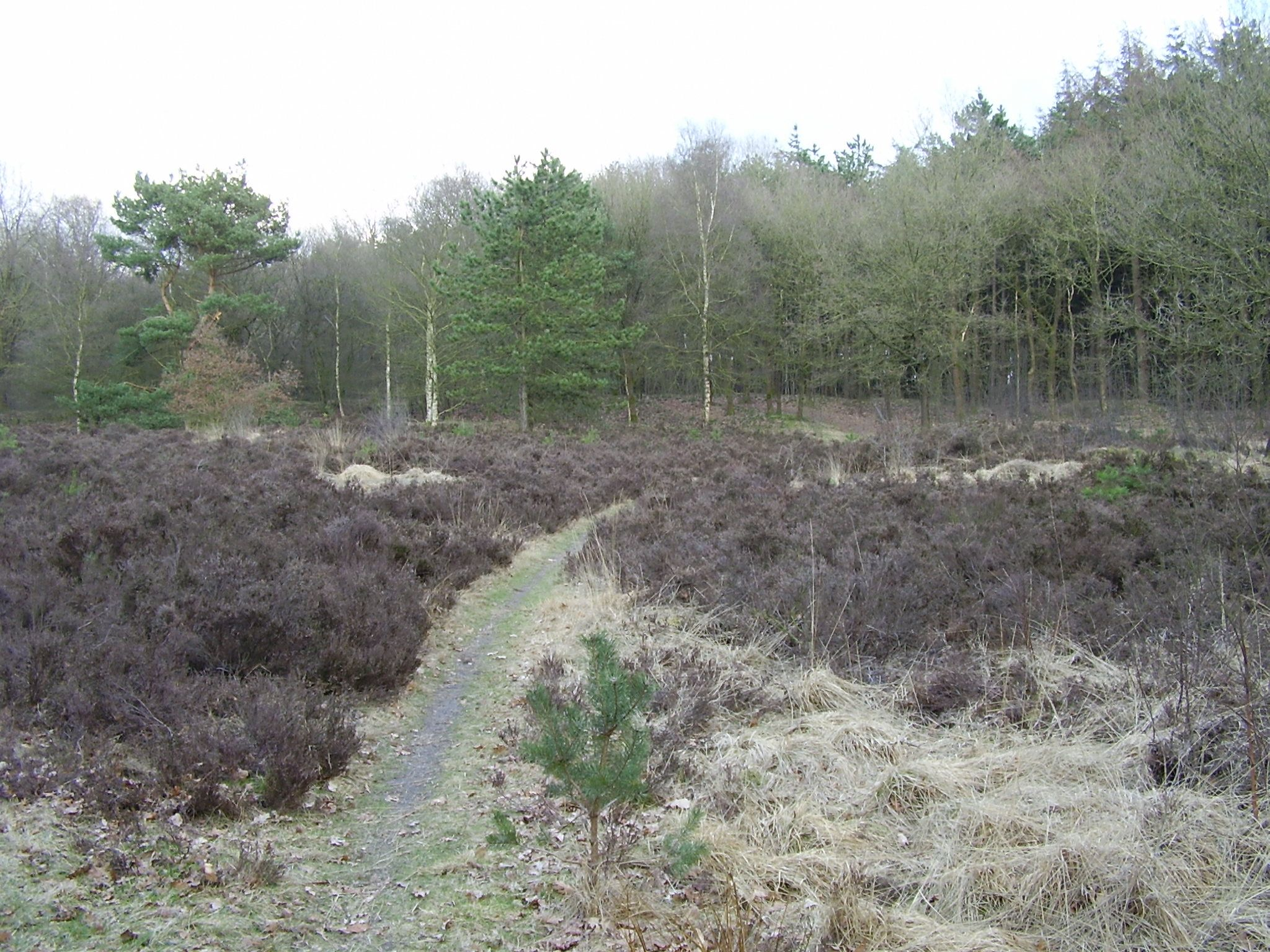
Пустище біля Ена
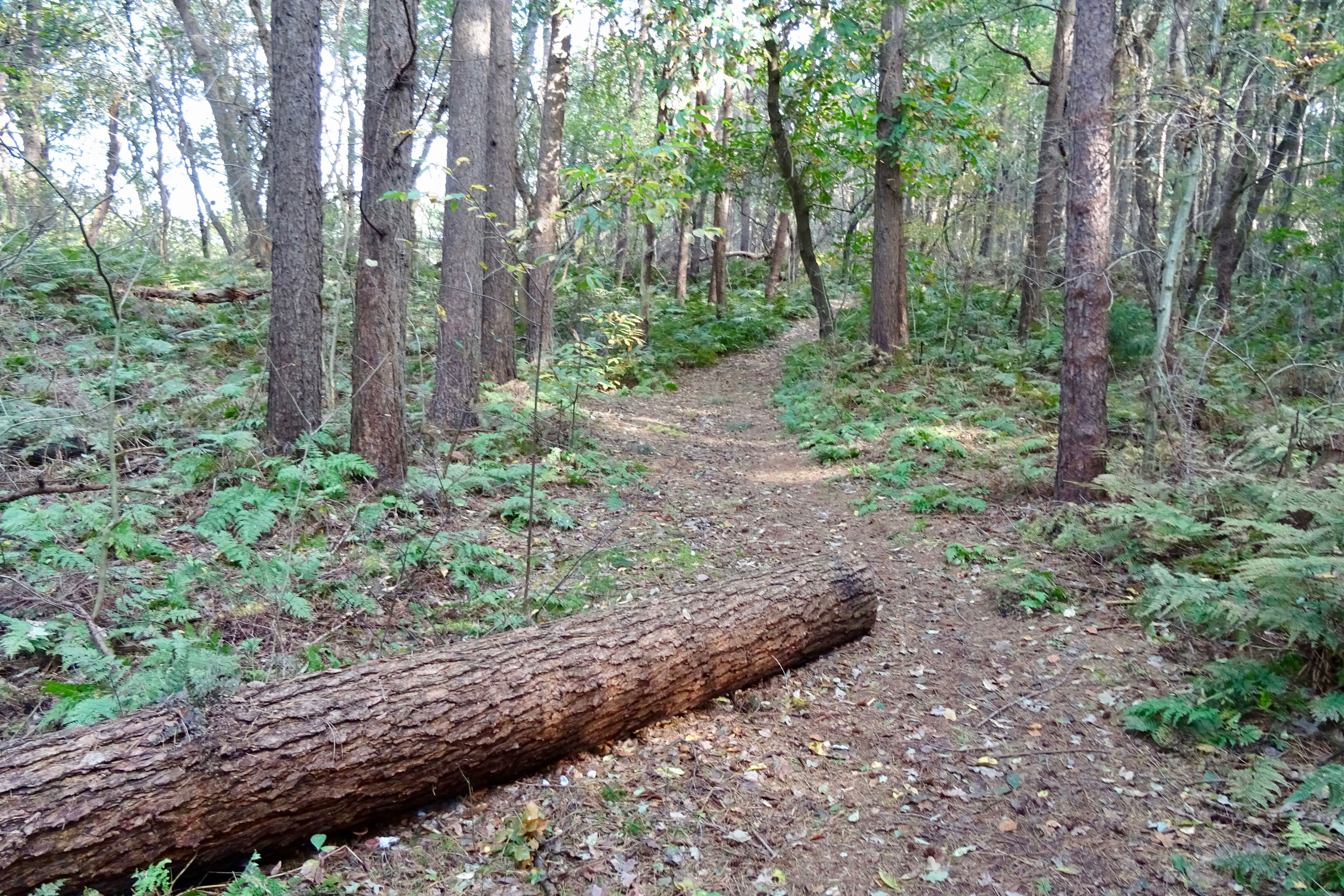
Ліс поблизу села